# Lepidotrigla macrobrachia
Lepidotrigla macrobrachia är en fiskart som beskrevs av Fowler, 1938. Lepidotrigla macrobrachia ingår i släktet Lepidotrigla och familjen knotfiskar. Inga underarter finns listade i Catalogue of Life.